# 天主教海得拉巴总教区
天主教海得拉巴總教區（拉丁語：Arcidioecesis Hyderabadensis），是羅馬天主教會以印度安得拉邦首府海得拉巴為中心的一個總主教區。總教區下轄安得拉邦四縣，並轄六個教區。
2006年有教友89,900名，佔轄區總人口僅百分之0.7。由233名司鐸名管理72個堂區。現任總主教為圖馬‧巴拉。
1851年自馬德拉斯代牧區分出，建立代牧區。1886年9月1日升為教區。1953年9月19日升為總教區。